# Дибко-Филипчак Ірина
Ірина Дибко-Филипчак (25 або 30 березня 1925, Більшівці, нині Івано-Франківська область — весна 2012, Потомак, штат Меріленд, США) — українська письменниця, перекладачка, критик, музикантка. Член управи Міжнародного ПЕН-клубу.

## З біографії
Народилася в селянській родині у с. Більшівці Станиславівського повіту Станиславівського воєводства.
Закінчила педагогічний інститут у Станиславові, музичну школу. Продовжила музичні студії у Лодзі та Зальцбурзі. Вивчала юридичні науки у Мюнхені. У 1950 переїхала з родиною до США, вчителювала в 1963—1991 і 1995—1997 у Пассаїку (Нью-Джерсі). Останні роки провела в містечку Потомак у Меріленді.
Володіла англійською, німецькою, польською, латинською та російською мовами.

## Творчість
Авторка поетичних збірок «На крилах дум» (1974), «По стежинах душі» (1976), «На перехресті років» (1982); поеми «Ахнатон» (1986), збірки оповідань «Білий орел» (1980).

### Окремі видання
- Дибко-Филипчак І. Ахнатон. Поема. — Буенос-Айрес: Вид-во Ю.Середяка, 1986. — 66 с.
- Дибко-Филипчак І. Білий орел. Оповідання для молоді. — Філадельфія-Київ, 1980. — 159 с.
- Дибко-Филипчак І. Гільгамеш. Поема. — Кліфтон, 1984. — 93 с.
- Дибко І. На крилах дум. Мати Короля Данила. — 2-е вид., справ., допов. — Кліфтон, 1987. — 146 с.
- Дибко І. На перехресті років. Поезії й драми. — Нью-Йорк, 1982. — 127 с.
- Дибко-Филипчак І. Наталена Королева і її літературна творчість // Жіночий світ. — 1989. — № 3. -С. 7-9.